# Baixoi
Baixoi (kinesiska: Baixue, 白学) är en ort i Kina. Den ligger i den autonoma regionen Tibet, i den sydvästra delen av landet, omkring 590 kilometer öster om regionhuvudstaden Lhasa. Antalet invånare är 159.
Trakten runt Baixoi är nära nog obefolkad, med mindre än två invånare per kvadratkilometer. Det finns inga andra samhällen i närheten. Trakten runt Baixoi består i huvudsak av gräsmarker.
Genomsnittlig årsnederbörd är 664 millimeter. Den regnigaste månaden är maj, med i genomsnitt 121 mm nederbörd, och den torraste är december, med 2 mm nederbörd.